# Sylvan (Wisconsin)
Sylvan es un pueblo ubicado en el condado de Richland en el estado estadounidense de Wisconsin. En el Censo de 2010 tenía una población de 555 habitantes y una densidad poblacional de 5,94 personas por km².

## Geografía
Sylvan se encuentra ubicado en las coordenadas 43°24′57″N 90°36′47″O / 43.41583, -90.61306. Según la Oficina del Censo de los Estados Unidos, Sylvan tiene una superficie total de 93.44 km², de la cual 93.42 km² corresponden a tierra firme y (0.02%) 0.02 km² es agua.

## Demografía
Según el censo de 2010, había 555 personas residiendo en Sylvan. La densidad de población era de 5,94 hab./km². De los 555 habitantes, Sylvan estaba compuesto por el 98.02% blancos, el 0.18% eran afroamericanos, el 0.54% eran amerindios, el 0% eran asiáticos, el 0% eran isleños del Pacífico, el 0% eran de otras razas y el 1.26% pertenecían a dos o más razas. Del total de la población el 0.54% eran hispanos o latinos de cualquier raza.